# 19 жовтня
19 жовтня — 292-й день року (293-й у високосні роки) за григоріанським календарем. До кінця року залишається 73 дні.

## Свята і пам'ятні дні

### Національні
- Ніуе: День Конституції.
- Албанія: День беатифікації матері Терези.
- Вірменія: День ракетно-артилерійських військ.
- Молдова: День юриста.
- Канада: Національний день обізнаності про псоріатичний артрит.
- США: День боротьби з раком молочної залози.

### Релігійні
✝  Католицькі:
- Церква вшановує пам'ять святого Петра Алькантарійського, монаха францисканця
- Ісаак Жог
- Жан де Бребеф
- Павло від Хреста
- Єжи Попелушко

✙ Православні:
- Пророка Іоїля, мученика Уара і з ним семи вчителів християнських.
- Блаженної Клеопатри та сина її Іоана.
- Священномученика Садока, єпископа Персидського, і з ним 128 мучеників.
- Перенесення мощей преподобного Іоана Рильського.
- Преподобного Гавриїла Афонського[2].

## Іменини
- Іван, Клеопатра[1], Гавриїл[2].

## Події
- 1653 — для ведення переговорного процесу між обома державами в Гетьманщину з Москви вирушило велике посольство на чолі з боярином В. Бутурліним.
- 1812 — Наполеон залишив Москву
- 1813 — поразка армії Наполеона в «Битві народів» під Лейпцігом.
- 1918 — створена у Львові Українська Національна Рада Західноукраїнської Народної Республіки проголосила утворення Української держави на українських етнічних землях у складі Австро-Угорщини.
- 1943 — Альберт Шварц відкрив антибіотик стрептоміцин.
- 1947 — почалося (19-21 жовтня) масове (близько 150 тис. осіб) вивезення українців у Сибір.
- 1955 — радянські війська полишили територію Австрії.
- 1956 — СРСР і Японія підписали в Москві декларацію про припинення стану війни і відновлення дипломатичних стосунків.
- 1956 — Польська об'єднана робітнича партія озброїла польських робітників у відповідь на просування на Варшаву окупаційних радянських військ під командуванням радянського маршала Костянтина Рокосовського, тоді номінального міністра оборони Польської Народної Республіки.
- 1961 — в Карлсруе, (ФРН), суд (8-19 жовтня), виніс вирок агенту КГБ Б. Сташинському, вбивці Л. Ребета i С. Бандери, та визнав відповідальними за організацію вбивств уряд СРСР i ЦК КПРС.
- 1964 — авіакатастрофа Іл-62 в Белграді, загинула радянська військова делегація — від 23 до 33 людей, серед інших начальник Генерального штабу СРСР маршал Бірюзов Сергій Семенович.

## Народились

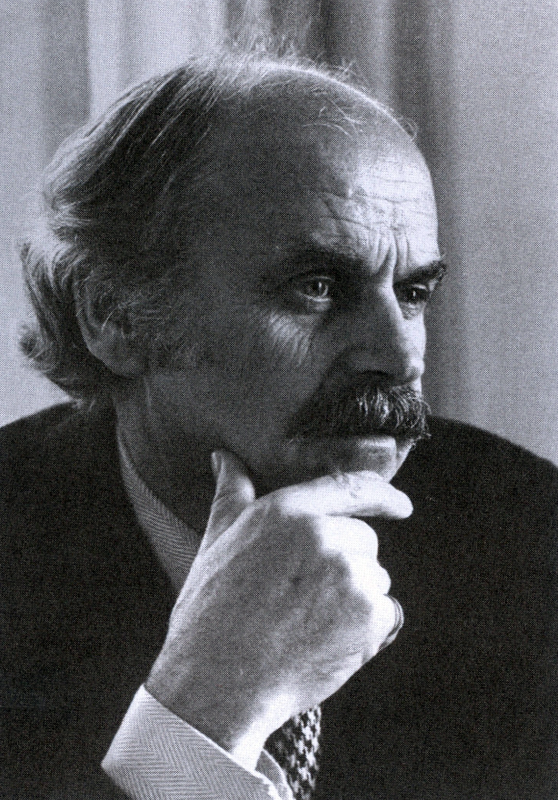
Богдан Гаврилишин

Дивись також Категорія:Народились 19 жовтня
- 1433 — Марсіліо Фічіно, італійський філософ, гуманіст, астролог.
- 1862 — Огюст Люм'єр, винахідник кінематографу, брат Луї Жана Люм'єра.
- 1882 — Боччоні Умберто, італійський художник, скульптор, теоретик футуризму.
- 1898 — Петро Гузь, український кобзар.
- 1899 — Мігель Анхель Астуріас, гватемальський письменник. Лауреат Нобелівської премії з літератури 1967.
- 1854 — Сергій Васильківський, український художник, пейзажист.
- 1915 — Ігор Свєшніков, український археолог.
- 1916 — Жан Доссе, французький біолог, лауреат Нобелівської премії з фізіології і медицини 1980 року.
- 1916 — Еміль Гілельс, український і радянський піаніст.
- 1918 — Олександр Галич, радянський поет, сценарист, драматург, автор і виконавець власних пісень; політичний емігрант.
- 1926 — Богдан Гаврилишин, український, канадський і швейцарський економіст, громадський діяч, меценат, дійсний член Римського клубу.
- 1937 — Безніско Євген Іванович, заслужений художник України, лауреат Шевченківської премії (2006).
- 1952 — Верóніка Кастро, мексиканська акторка.
- 1962 — Евандер Холіфілд, американський боксер-професіонал, багаторазовий чемпіон світу в важкій і першій важкій категоріях (організацій WBA, WBC, IBF).
- 1981 — Хейкі Ковалайнен, фінський автогонщик, пілот Формули-1.
- 1983 — Ребекка Фергюсон, шведська кіноакторка, модель і кінопродюсер.
- 1988 — Маркіян Камиш, український письменник, чорнобильський нелегал, дослідник Чорнобильської зони.
- 1992 — Ігор Радівілов, український гімнаст, багаторазовий призер чемпіонатів та Універсіад, Бронзовий призер Олімпійських ігор 2012.
- 1998 — Кеті Даглас, канадська актриса.

## Померли
Дивись також Категорія:Померли 19 жовтня
- 1678 — Самюел ван Гоґстратен, нідерландський художник, гравер, письменник, теоретик мистецтва.
- 1723 — Годфрі Неллер, британський портретист, придворний художник монархів Англії від Карла Другого до Георга I.
- 1745 — Джонатан Свіфт, церковний діяч, публіцист, сатирик, англомовний ірландський письменник, відомий як автор «Мандрів Гулівера».
- 1897 — Джордж Мортімер Пульман, американський винахідник, конструктор спальних вагонів.
- 1914 — Олександр Ізмаїльський, український вчений, агроном.
- 1937 — Ернест Резерфорд, британський фізик, лауреат Нобелівської премії з хімії (1908).
- 1943 — Каміла Клодель, французький скульптор і художник-графік, старша сестра поета й дипломата Поля Клоделя.
- 1975 — Йосип Бокшай, український живописець, педагог.
- 1984 — Анрі Мішо, французький поет і художник.
- 2003 — Алія Ізетбегович, боснійський політик, письменник, перший президент Боснії та Герцеговини (1990–1996).
- 2018 — Осаму Сімомура, японський та американський хімік-органік, біохімік та морський біолог, професор. Нагороджений Нобелівською премією з хімії.
- 2023 — Гладков Сергій Ігорович український сценарист та звуко-режисер.